# Jindřich Kaděra
Jindřich Kaděra (* 6. září 1937) je český mistr bojových umění (6. dan ČSJu) a bývalý zápasník–judista a profesionální trenér. 

## Sportovní kariéra
S judem resp. s její formou sebeobrany v Československu známé jako džiu-džitsu začal při učení soustružníkem na hornickém odborném učilišti č. 15 v Opavě. Kurzy vedl v pracovních zálohách (DSO PZ) původem hradecký mistr bojových umění Ivo Liska, který se do Opavy přiženil. Po vyučení se přestěhoval do Ostravy, kde obnovil judistický oddíl při TJ Baník Ostrava.[zdroj?]
Na podzim 1957 nastoupil základní vojenskou službu u armádního sportovního družstva (ASD) Dukly v Plzni pod vedením Jiřího Synka a v roce 1959 poprvé reprezentoval na květnovém mistrovství Evropy ve Vídni. Po návratu do civilu v témže roce pokračoval v aktivní sportovní kariéře v oddíle Baníku Ostrava. Startoval v těžké váhové kategorii nad 80 kg, ale pozdějšími měřítky by pravděpodobně shazoval do polotěžké váhy do 100 kg. Nebyl tedy klasickou těžkou vahou.[zdroj?]
V roce 1960 se dostal v 23 letech do životní formy, kterou zužitkoval na mistrovství Evropy v Amsterdamu. V těžké váze nad 80 kg ho v semifinále zastavil až fenomenální Nizozemec Anton Geesink. Již samotným postupem do semifinále získal automaticky bronzovou medaili (dělené 3. místo). V kategorii bez rozdílu vah prohrál ve čtvrtfinále a obsadil 5.–8. místo. V dalších letech však na tento výsledek nenavázal. Doma postupně přestával stačit na gottwaldovského Josefa Novotného. V roce 1963 dostal před Novotným přednost v nominaci na mistrovství Evropy ve švýcarské Ženevě, za což bylo tehdejší vedení reprezentace kritizováno. S reprezentací se rozloučil v roce 1965. Ještě několik let zápasil v ligové soutěži družstev za domácí Baník Ostrava.[zdroj?]

### Výsledky
| Olympijské hry     | Olympijské hry     |                  |   |    |     |    |     |     |     | —   |
| Mistrovství Evropy | A:                 |                  | — | —  | ?   | 3. | úč. | —   | úč. | —   |
| Mistrovství Evropy | O:                 | —                | — | —  | ?   | 3. | úč. | —   | —   |     |
| Mistrovství ČSSR   | Mistrovství ČSSR   | 1.               | — | 2. | n/a | 2. | n/a | 4.  | 2.  | n/a |
|                    |                    | bez rozdílu vah  |   |    |     |    |     |     |     |     |
| Olympijské hry     | Olympijské hry     |                  |   |    |     |    |     |     |     | —   |
| Mistrovství světa  | Mistrovství světa  | —                |   | —  |     |    | —   |     |     |     |
| Mistrovství Evropy | A:                 |                  | — | —  | úč. | 5. | —   | —   | úč. | úč. |
| Mistrovství Evropy | O:                 | —                | — | —  | úč. | 5. | —   | —   | —   |     |
| Mistrovství ČSSR   | Mistrovství ČSSR   | —                | — | 1. | 2.  | 1. | 3.  | n/a | 2.  | 3.  |
|                    |                    | technické stupně |   |    |     |    |     |     |     |     |
| Mistrovství Evropy | Mistrovství Evropy |                  | — | —  | 5.  | ?  | úč. | —   |     |     |

## Trenérská a funkcionářská práce
Po vyučení v Opavě se přestěhoval do Ostravy a v Čapkově sokolovně obnovil činnost zaniklého oddílu sebeobrany jiu-jitsu a juda, který od roku 1952 vedl krátce Zdeněk Kosňovský. Trenéra neměl, jen stejně staré kamarády trenéry, se kterými se pral – Oldřich Vašek, Jaroslav Radek a další. Z Čapkovy sokolovny se brzo oddíl stěhoval po tělocvičnách základních škol tzv. ZDŠek a hospodských sálech. Jak uvedl ve svém medailonku, nejtěžší bylo udržet kolektiv pohromadě při stěhování z místa na místo. Svým způsobem pokaždé začínali od začátku.[zdroj?]
Mezi jeho první výrazné baníkovské odchovance patřil Jaroslav Kondělka nebo bratři Jan a Petr Stankovičové. Koncem šedesátých let dvacátého století byl asistentem šéftrenéra reprezentace Václava Břízy. V roce 1971 krátce zastával funkci šéftrenéra, ale na jaře téhož roku byl nahrazen Ludvíkem Wolfem. Důvody jeho odstoupení nebyly zveřejněny, ale důležitou roli v nich hrál tehdejší vládou dosazený předseda ústřední trenérské rady (ÚTR) Jozef Nagy. Mluvilo se o jeho nesouhlasu kvůli zákazu startu některých judistů za reprezentaci – ostravský judista Jaroslav Kondělka a další.[zdroj?]
V roce 1971 se stěhoval s oddílem do nových moderních prostor postupně v akci Z rekonstruované sokolovny v ostravských Kunčicích – rekonstrukce dokončena v roce 1975. V roce 1977 bylo při oddíle zřízeno tréninkové středisko mládeže (TSM). Ve vrcholové přípravě pomáhalo ostravských judistům nerezortní krajské středisko vrcholového sportu (SVS) ČSTV Vítkovických železáren (vznik 1973). Na základě tohoto bylo možné udržet v Ostravě vrcholové sportovce a tím i silné ligové družstvo. Mezi špičkové reprezentanty a opory Baníku patřili Miloš Kováčik nebo později Karel Purkert.[zdroj?]
Na podzim 1991 z Baníku odešel kvůli problémům s financováním oddílu. Ve spolupráci s městem Ostrava a ředitelem městské policie Karlem Klosem záhy založil vlastní judistický oddíl Judo club při MP Ostrava. Klub byl primárně zaměřen pro školení policistů. Koncem devadesátých let dvacátého století se podařilo stabilizovat činnost judistického oddílu při TJ Baník, kam se v roce 1999 vrátil jako člen výkonného výboru.[zdroj?]